# Uvaria flexuosa
Uvaria flexuosa este o specie de plante angiosperme din genul Uvaria, familia Annonaceae, descrisă de Suzanne Ast. Conform Catalogue of Life specia Uvaria flexuosa nu are subspecii cunoscute.